# هندریک پیتر گودفرید کواک
هندریک پیتر گودفرید کواک (Hendrick Peter Godfried Quack) (2 ژوئیه ۱۸۳۴ – ۶ ژانویه ۱۹۱۷)، یک حقوقدان، اقتصاددان و مورخ هلندی بود که بیشتر برای اثرش De socialisten: Personen en stelsels («سوسیالیست‌ها: افراد و سیستم‌ها») شناخته می‌شود.

## زندگی‌نامه
کواک، در زیتن از یک آبجوساز و خانمش متولد شد، او تحصیلاتش را در اوتریخت در سال ۱۸۵۳ میلادی آغاز کرده و در رشته مطالعات حقوقی در Amsterdam Athenaeum Illustre ادامه داد. در آمستردام، او در درس‌های جیرونیمو دی بوش کمپر و مارتینس دی آموری وان در هوون که هر دو منتقدین عیسوی لیبرالیسم بودند، شرکت کرد. با نمونه قرار دادن استادانش، کواک بازنشسته شد که لیبرالیسم نمی‌تواند به مشکلات اجتماعی آن روز رسیدگی کند. او یک تیزس را در مورد دولت‌داری قرن چهاردهم تسلیم کرد و در ژوئیه ۱۸۶۰ دکترای خود را (از دانشگاه اوتریخت، زیرا Athenaeum Illustre نمی‌توانست چنین درجه تحصیلی را اعطا کند) حاصل نمود.
در سال بعد، کواک به عنوان محاسب در حکومت ولایتی هلند شمالی کار کرد و بعداً ژورنالیست شد. همچنین زمانی را در اتاق تجارت آمستردام کار نمود. بعد از سال ۱۸۶۰ میلادی، او به مجله ادبی De Gids نوشت و در همان مجله در سال ۱۸۶۳ میلادی ویراستار شد. در سپتامبر ۱۸۶۳، او سمت منشی شرکت ایالتی خط آهن را به‌عهده داشت.
کواک بعد از این‌که در سال ۱۸۶۸ میلادی به عنوان استاد اقتصاد سیاسی در دانشگاه اوتریخت منصوب شد، در پهلوی نصاب درسی معمول آن زمان، به شاگردانش نظریات سوسیالیستی را تدریس می‌کرد. در سال ۱۸۷۵ میلادی، او آغاز به نوشتن اثرش magnus opus در مورد تاریخ جنبش سوسیالیست، De socialisten: Personen en stelsels کرد. اولین ویرایش این کتاب در سال ۱۸۷۷ و آخرین آن بیست سال بعد ترتیب شد. کواک در سال ۱۸۷۷ به عنوان عضو آکادمی شاهی هنرها و علوم هلند انتخاب گردید. همچنین در سال ۱۸۷۷، کواک سمت علمی خود را رها کرده و جای او را یوهان دآولنس دی بورویل گرفت و او در بانک De Nederlandsche شغل گرفت. او به کارهای تاریخی خود ادامه داد و یگانه علت تبدیل شغل، افزایش در حقوق بود تا بتواند کتاب‌های بیشتری را برای مطالعه خریداری کند. کواک در سال ۱۸۸۵ جزء هیئت مدیره بانک de Nederlandsche شده و در همان زمان پروفسور فوق‌العاده تاریخ اقتصاد سیاسی در دانشگاه آمستردام شد و تا سال ۱۸۹۴ در آن سمت باقی ماند.
کواک با وجودی‌که منتقد لیبرالیسم اقتصادی بود، هیچ‌گاهی به جریانات سوسیالیستی نیپوست، با این وجود در کنگره بین‌المللی سال ۱۸۷۲ شرکت کرد. او با جریانات سیاسی دیگر نیز نپیوست: او خود را وابسته به لیبرال، به صورت خاص Cort van der Linden می‌دانست، اما فردگرایی آن را نمی‌پسندید؛ او نظریات سوسیالیستی را تحسین می‌نمود، اما نه آنچه را که او «پرورش سؤ اعتماد و نفرت» به عنوان ابزار برای دانستن آن می‌دانست؛ نظریات خود او شبیه محافظه‌کاری اجتماعی بود اما او دموکرات تر از آن بود که خود را وابسته به روش‌های محافظه‌کاری در هلند بداند. او با نظریات سنت سیمونیست به عنوان یک «سوسیالیست کلیسایی» شناخته می‌شود. به گفته فردیناند دومیلا نیوینهویس، کسی که با کواک نامه‌های را رد و بدل کرده بود، کواک فاقد شجاعت یا تحرک بود و با این ویژگی‌ها او ممکن بود تبدیل به «لاسال ما» شود. تیوری و عمل در زندگی کواک یک حالت تنش را داشت: در جریان اعتصاب‌های خط آهن سال ۱۹۰۳، او رئیس هیئت مدیره شرکت ایالتی خط آهن بود و از اخراج ۱۱ کارمند این شرکت حمایت کرد. در خاطراتش، او این صحنه را «ظالم‌ترین صفحه کتاب زندگی‌ام» نامید، اما هنوز هم از تصمیم که گرفته بود، دفاع می‌کرد.